# Seo Jee-won
Seo Jee-won (Seul, 13 aprile 1994) è una sciatrice freestyle sudcoreana, specialista nelle gobbe.

## Biografia
Nel 2018 ha preso parte alle Olimpiadi di Pyeongchang, venendo eliminata in qualificazione e classificandosi ventiquattresima nella gara di gobbe.

## Palmarès

### Universiadi
- 1 medaglia:
  - 1 bronzo (gobbe a Sierra Nevada 2015)

### Coppa del Mondo
- Miglior piazzamento in classifica generale: 21ª nel 2016.